# Kambun Uechi
Kanbun Uechi, sous la surveillance de son maître Shu Shi Wa, obtint son menkyo kaiden (diplôme de professeur), et fonda ensuite un dojo en Chine dans lequel il enseigna pendant trois ans. 

## Historique
Il retourna finalement à Okinawa, en 1909, après avoir passé 13 ans en Chine. Son style associe l'attaque et la défense dans un même mouvement et favorise l'endurcissement du corps pour l'attaque et la défense, notamment lors du kata sanchin.
Kanbun Uechi naquit à Okinawa le 5 mai 1877. Issu d’une famille paysanne, il décide d’apprendre les arts martiaux pour devenir fort et respecté. À 20 ans, pour éviter la conscription de l’armée japonaise, il part en Chine. Là, en 1897, dans une province de Fukein, Kanbun rencontre un maître chinois, Zhou Zie He, plus connu sous le nom okinawaïen de Shu Shi Wa.
Zu Zhi He, ou Shu Shi Wa prononcé à l'okinawaïenne, expert d’une école de boxe chinoise, du nom de en:Pangai-noon, va enseigner ce style à Kanbun pendant 10 ans. Le Pangai-noon est basé sur les boxes du Tigre, de la Grue et du Dragon. Pangainoon signifie « mi-doux mi-dur ». Son originalité est le travail main ouverte, les coups portés avec la pointe des orteils, des piques aux yeux, des blocages circulaires, l'attaque est simultanée à la défense…
Kanbun Uechi, sous la surveillance de son maître Shu Shi Wa, obtiendra son menkyo kaiden (diplôme de professeur), et fondera ensuite un dojo en Chine dans lequel il enseigna 3 ans, ce qui fit un séjour de 13 ans dans ce pays ; c’est en 1909 qu’il retourne finalement à Okinawa.
En 1924, à la suite d'une crise économique à Okinawa, Kanbun Uechi quitte l’archipel pour Wakayama, près d’Osaka, au Japon. Un an plus tard, poussé par deux compatriotes okinawaiens, dont Ryuyu Tomoyose, il décida enfin d’enseigner, uniquement à eux deux.
En 1932, il désigna le Pangainon ryū karaté-jutsu et ouvrit son école à tous. Le nom de l’école se nomma alors Uechi ryū.
En 1947, âgé de 71 ans, il décide de rentrer à Okinawa, son dojo est confié à Ryuyu Tomoyose. Terrassé par une grave maladie, Kanbun décède l’année suivante, en 1948.
Au fil des années, son fils, Kanei Uechi va peu à peu populariser et moderniser le style, mais sans trahir l'esprit du Pangainon : dur dans les attaques et souple dans les blocages.
Kanbun Uechi n’enseignait que 3 katas, Kanei en créera de nouveaux (kanshiwa, seiryu et kanshin), Seiki Itokasu créera kanshu, Saburo Uehara créera sechin.
L'Uechi ryū est à l’heure actuelle l’un des styles majeurs à Okinawa et est reconnu pour son efficacité. Il est représenté dans plus de 12 pays du monde entier.